# Nanocondensateur
Un nanocondensateur (condensateur à nanocouches) est un condensateur dont la surface des armatures est recouverte de nanotubes de carbone, ce qui augmente grandement leur surface et donc la capacité de stockage du condensateur.
Les nanocondensateurs sont encore au stade expérimental. Cette technologie pourrait répondre aux besoins de stockage[réf. nécessaire], lequel a toujours fait défaut à l'énergie électrique.

## Spécification
Les nanocondensateurs peuvent être rechargés à très forte intensité et donc très rapidement sans se détériorer, ils ont également une capacité de charge nettement supérieure aux batteries actuelles et on pense qu'ils seront presque inusables (bien que l'observation a posteriori contredise souvent ce genre de prétention audacieuse).

Les nanocondensateurs sont[Où ?]actuellement[Quand ?] en cours de développement.

## Applications
Dans les centrales nucléaires, dont la production est rigide et ne peut s'ajuster à la demande de consommation, des batteries de condensateurs à nano-couches pourraient servir de tampons entre les pics de consommation. Le système, actuellement limité par les vitesses de recharge et les capacités des accumulateurs, pourrait se développer grâce aux condensateurs à nano-couches.